# Protesty v Íránu (2022–2023)
Protesty v Íránu začaly v Teheránu 16. září 2022 jako reakce na smrt Mahsy Amíníové, 22leté Íránky, která zemřela v policejní vazbě. Podle svědků byla zbita islámskou mravnostní policií, která ji obvinila z porušení nařízení o povinném hidžábu. Policie uvedla, že žena ve vazbě utrpěla infarkt; poté byla převezena do nemocnice, kde po třídenním kómatu zemřela.
Během protestů, největších od roku 2019, zemřelo k září 2023 podle organizace Iran Human Rights minimálně 551 lidí (včetně 68 dětí a 49 žen) a dalších aspoň 22 osob (včetně 4 dětí a 8 žen) spáchalo sebevraždu či zemřelo za podezřelých okolností. Vysoký komisař OSN pro lidská práva Volker Türk na konci listopadu 2022 uvedl, že zatčených je už přes 14 tisíc včetně dětí. Podle organizace HRANA, která monitoruje porušování lidských práv v Íránu, bylo zadrženo více než 18 tisíc lidí. Někteří účastníci demonstrací dostali trest smrti.

## Vývoj událostí
Protesty začaly několik hodin po smrti Mahsy Amíníové v Teheránu u nemocnice, kde byl hospitalizována. Poté se rychle rozšířily do dalších měst, nejprve do rodné provincie Amíníové, Kurdistánu. Íránská vláda se jejich šíření snaží bránit omezováním sociálních sítí a v některých oblastech i telefonického a internetového spojení.
Protesty se rozšířily do 50 íránských měst. Některé ženy si na nich stříhaly vlasy, tančily a pálily hidžáby. Někde dav volal „Smrt diktátorovi!“, což je adresováno íránskému vůdci Alímu Chameneímu.
Jednou z obětí při demonstracích byla 16letá Nika Šakaramíová. Její smrt rozdmýchala další vlnu protestů, mj. proto, že úřady se její rodinu snažily dotlačit k nepravdivým prohlášením a smrt dívky prezentovat jako sebevraždu.
Bezpečnostní složky zasahují proti demonstrantům střelbou broky nebo gumovými projektily. Stovky lidí už po zásahu do obličeje částečně nebo úplně osleply.
Během protestů byly nošeny vlajky Íránu z doby před islámskou revolucí. Mezi demonstranty se často objevovala podpora pro monarchii, kterou v roce 1979 islamisté svrhli.

## Reakce

### V Íránu
V závěru roku 2022 se na adresu íránského režimu kriticky vyslovily blízké příbuzné ajatolláha Alího Chameneího – jeho sestra Badrí Chameneí a neteř Faríde Moradchaníová. Badrí Chameneí v otevřeném dopise vyjádřila naději, že se dočká svržení tyranie a „despotického chalífátu“ svého bratra. „Režim Islámské republiky Chomejního a Alího Chameneího nepřinesl Íránu a Íráncům nic jiného než utrpení a útlak,“ napsala. Demonstranty podpořil také exprezident Muhammad Chátamí.

### V zahraničí
Evropský parlament smrt Mahsy Amíníové důrazně odsoudil a vyzval k nestrannému a účinnému prošetření špatného zacházení s ní a její tragické smrti. Podpořil pokojné protesty v Íránu a odsoudil nepřiměřené násilí ze strany íránských bezpečnostních sil vůči pokojným demonstrantům, které si již vyžádalo mnoho obětí. Požádal, aby íránské orgány ihned propustily všechny, kteří byli uvězněni za uplatňování svého práva na svobodu projevu a shromažďování. Přímo v jednacím sále Evropského parlamentu si na znamení solidarity s íránským hnutím odporu švédská europoslankyně Abir Al-Sahlani ustřihla pramen vlasů.
Stříháním vlasů vyjádřilo svou podporu Íránkám mnoho známých žen po celém světě. Za zvuků písně Bella Ciao, spojované s antifašistickým hnutím, si ve Francii ustřihly vlasy např. Juliette Binocheová, Marion Cotillard, Isabelle Adjaniová, Charlotte Gainsbourgová nebo její matka Jane Birkinová. V Česku takto vyjádřily svůj postoj např. Martha Issová, Lenka Krobotová nebo Elizaveta Maximová.

## Zadržení
V souvislosti s protesty byli íránskými bezpečnostními složkami zadrženi mj.:
- Faríde Moradchaníová – neteř duchovního vůdce ajatolláha Alího Chameneího
- Voria Ghafouri – fotbalista, bývalý člen národního týmu
- Taraneh Alidoosti – herečka
- Hossein Ronaghi – lidskoprávní aktivista
- Nílúfar Hamedíová – novinářka, která tweetovala fotografii Amininých rodičů, jak se v nemocnici objímají a pláčou